# Церква Богородиці Гваделупської (Данбері, Коннектикут)
Церква Богородиці Гваделупської (англ. Our Lady of Guadalupe Church)  — римсько-католицька церква в Данбері, штат Коннектикут, що є частиною єпархії Бриджпорт.

## Історія
Сучасна іспанська церква датується незабаром після заснування парафії в 1985 році. Це домашній прихід іспаномовного співтовариства Данбері. Знаходиться по адресі «Золота дорога Хілл 26, Данбері, CT 06811».

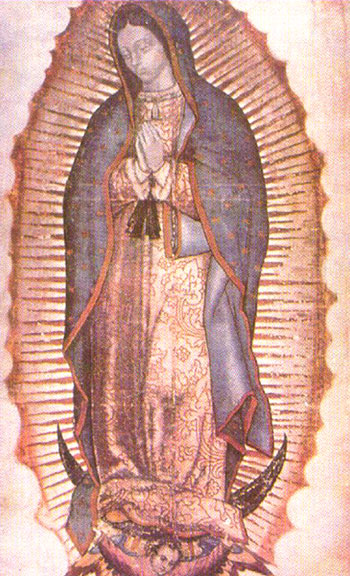
Мати Божа Гваделупська.